# 遙遠未來的時間線

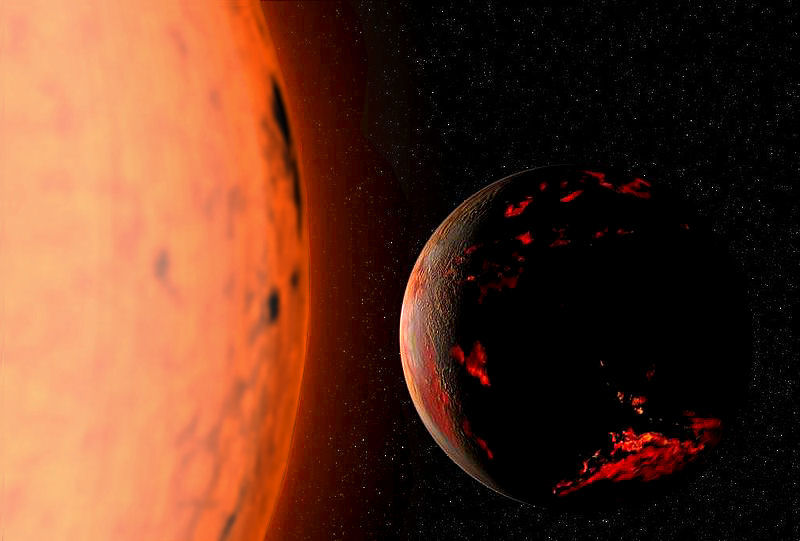
艺术想象图描绘距今数十亿年后的地球，此时太阳已演变为紅巨星；右邊红黑相间的球体代表地球，左邊巨橘球代表太阳；背景是漆黑的宇宙，上面缀有繁星点点（圖中的太陽與地球體積未按比例繪製）

遥远未来的时间线涵括了从公元5千纪（即公元41世纪）开始（即公元4001年以后）直到所能预见到的未来会发生的事件。鉴于有些问题悬而未决，年表罗列了人类会否灭绝、质子会否衰变，或是当太阳膨胀成红巨星时地球会否存活下来等不同学说提出的不同预测观点。
虽然未来会发生的事件充满变数，但当前的科学技术已可以大致预测、估算到一些会在遥远未来发生的事件。这些相关领域有天体物理学（研究行星与恒星形成、互动、湮灭）、粒子物理學（研究物质在极小尺度中的相互作用）、演化生物学（研究生命演化）、板块构造学说（研究陆地板块漂移）、气候学（研究气候对生存环境的影响）、材料科学（研究不同材料的性质）和社会学（研究人类社会变迁）。

## 图例
| 天文学与天体物理学 | 天文學与天体物理学 |
| 地质学与行星科学   | 地质学与行星科学   |
| 生物学             | 生物学             |
| 粒子物理学         | 粒子物理學         |
| 人类文明与科学技术 | 人类文明与科学技术 |

## 地球、太阳系与宇宙
所有关于地球、太阳系乃至宇宙未来的预测都要考虑热力学第二定律的影响，该定律强调封闭系统的熵，或者说可用于做功的能量的流失，必然随时间推移而逐渐增大。恒星会逐渐耗光内部的氢燃料并燃烧殆尽。天体相互接近时，受引力影响，行星会从它们所在的恒星系中被剥离出去，恒星系则会从星系中被剥离。
物理学家预测，物质会因放射衰变而逐渐瓦解，就算最为稳定的物质都会衰变为亚原子粒子。目前数据显示宇宙近乎扁平，有限时间内不会坍缩成一点。意味着未来的时间是无限，那些几近不可能发生的事件也就有可能发生。
| 类别               | 距今年份                                                                                             | 事件 |
| ------------------ | --- | --- |
| 地质学与行星科学   | 1万                                                                                                  | 如果在接下来几世纪内威尔克斯冰下平原的“冰塞”机制融化崩裂，東南極冰蓋大量冰体将开始融化并逐渐注入海中。这些冰会在1萬年内完全消融，全球海平面上升3至4米。 |
| 天文学与天体物理学 | 1万                                                                                                  | 当前处于紅超巨星阶段的心宿二很可能已爆发成为超新星，从地球上看其光芒在白天依旧可见。 |
| 天文学与天体物理学 | 1.3万                                                                                                | 地球的进动周期过半，轉軸傾角翻转，夏季和冬季出现在地球公转轨道与目前相反的位置。地球北半球原本就因为陆地面积大而有着更为分明的季节，而夏季、冬季翻转将导致北半球在近日点处受太阳直射，北半球气候更加极端。 |
| 地质学与行星科学   | 1.5万                                                                                                | 撒哈拉泵理论认为地轴进动会导致北非降雨带北移，将撒哈拉沙漠变成热带气候。距今5千至1萬年前，撒哈拉沙漠也曾有过一段多雨期。 |
| 地质学与行星科学   | 1.7万                                                                                                | 会威胁到文明发展的超级火山很可能已经喷发，将1×1012吨火山碎屑岩抛洒入大气层。 |
| 地质学与行星科学   | 2.5万                                                                                                | 受米蘭科維奇循環影响，火星北半球升温，达到其约5万年的近日点进动周期的最高温度，火星的北极冠消退。 |
| 天文学与天体物理学 | 3.6万                                                                                                | 小型紅矮星罗斯248距离地球不到3.024光年，成为距离太阳最近的恒星。8000年后，罗斯248再度远离太阳系，比邻星会再度变为距离太阳最近的恒星，之后格利泽445接替之。（详见鄰近恆星列表） |
| 地质学与行星科学   | 5万                                                                                                  | 安德烈·贝格和玛丽—法兰丝·劳特（Marie-France Loutre）2002年发表的文献指出，不论人类活动带来的全球变暖影响几何，当前的間冰期都会结束，地球会重返冰期，不过2016年的新研究不同意这观点，认为当前人类造成的全球变暖会推迟冰期5万年，相当于直接跳过这段冰期。 尼亚加拉瀑布会侵蚀掉通往伊利湖的32公里长的河道，瀑布也将不复存在。 受到冰后回弹和侵蚀影响，加拿大地盾的多片冰蚀湖会消失。 最难分解的温室气体四氟甲烷的估计大气寿命。 |
| 天文学与天体物理学 | 5万                                                                                                  | 月球潮汐力使地球自转放缓，天文学家用于计时的单位日长度将超过国际单位制的8萬6400秒。如果人类到时还在沿用目前的计时系统，平均每天都需要额外加一闰秒，或修改定义将“一日”改为8萬6401秒。 |
| 天文学与天体物理学 | 10万                                                                                                 | 银河系不断自转，恒星也斗转星移，当今诸多星座彼时已无法在天球上认出。 |
| 天文学与天体物理学 | 10万                                                                                                 | 特超巨星大犬座VY很可能已爆发为超新星。 |
| 地质学与行星科学   | ＞10万                                                                                               | 人类活动产生的二氧化碳有10%仍残留在大气层中，是为全球变暖对环境带来的长期影响。 |
| 地质学与行星科学   | 25万                                                                                                 | 夏威夷—天皇海山链最年轻的火山罗希海底山会探出海平面，成为新火山岛。 |
| 天文学与天体物理学 | 30万                                                                                                 | 沃爾夫—拉葉星“WR 104”可能会爆发为超新星。WR 104有小概率会高速旋转并产生伽玛射线暴，这些射线暴有极小概率辐射到地球上，威胁地球生命。 |
| 天文学与天体物理学 | 50万                                                                                                 | 若人类未能研究出让地球免受小行星冲击的方法，直径约1千米的小行星可能已击中地球。 |
| 地质学与行星科学   | 50万                                                                                                 | 美国南达科他州恶地国家公园的沟壑将完全风化消失。 |
| 地质学与行星科学   | 100万                                                                                                | 美国亚利桑那州的巴林杰陨石坑──同类型撞击坑中最新形成的──会风化消失。 |
| 天文学与天体物理学 | 100万                                                                                                | 人们估计，紅超巨星參宿四最晚将在此时爆发为超新星。爆发后数月裡，其光芒在白日依旧可见。研究认为，这次超新星爆发会在今后100万年内发生，甚至最快可在今后10万年内发生。 天王星两颗卫星天卫九和天卫十可能已相撞。 |
| 天文学与天体物理学 | 128万±5万                                                                                            | 恒星葛利斯710会在距离太阳0.0676秒差距（0.220光年；13,900天文單位）处掠过太阳系，引力攝動太阳系边缘的奥尔特云，可能有大量彗星撞击内太阳系天体。 |
| 生物学             | 200万                                                                                                | 恢复人类引起的海洋酸化毁坏的珊瑚礁生态系统所需的时间。6500万年前的海水酸化事件大约也花了差不多这么久才让海洋生态环境恢复如初。 |
| 地质学与行星科学   | ＞200万                                                                                              | 美国科罗拉多大峽谷繼續风化，大幅拓宽科罗拉多河河谷。 |
| 天文学与天体物理学 | 270万                                                                                                | 当前各半人马小行星的平均轨道半生命期。这些小行星受太阳系外行星引力影响，其轨道很不稳定。参见对值得注意的半人马小行星半生命期的预测。 |
| 天文学与天体物理学 | 300万                                                                                                | 地球自转逐渐放缓，这时地球一日比今天地球一日长一分钟。 |
| 地质学与行星科学   | 1000万                                                                                               | 逐年变宽的東非裂谷造成红海泛滥，新形成的海洋盆地将非洲大陆一分为二，非洲板块也裂开为索马里板块和新形成的努比亚板块。 印度板块深入青藏高原180公里，当今尼泊尔所在的地带将不复存在。 |
| 生物学             | 1000万                                                                                               | 全新世动物灭绝结束后，生物多樣性完全恢复所需要的时间。此处假设全新世灭绝与前五次大型生物灭绝事件规模相当。 就算没有任何大型生物灭绝事件，按背景灭绝率推算，现存的大部分生物物种在这时间点都已灭绝，许多演化支也已演变为新形式。 |
| 天文学与天体物理学 | 1000万—10亿                                                                                          | 天王星的两颗卫星天卫二十七和天卫十四很可能已相撞。 |
| 地质学与行星科学   | 2500万                                                                                               | 克里斯多福·史考提斯研究指出，圣安德烈亚斯断层的移动会导致海水从加利福尼亚湾涌入中央谷地，在北美洲西岸形成一片新的内海。 |
| 天文学与天体物理学 | 5000万                                                                                               | 火卫一会在此之前与火星相撞。 |
| 地质学与行星科学   | 5000万                                                                                               | 克里斯多福·史考提斯研究指出，圣安德烈亚斯断层运动将导致当前洛杉矶和旧金山所在的地带融合为一处。加利福尼亚州的海岸会隐没入阿留申海沟中。 非洲大陆会与歐亞大陸碰撞，致使地中海盆地消失，并产生类似喜马拉雅山脉的新山脉。 阿巴拉契亚山脉各山峰基本已蚀平，消磨速率约为5.7布伯诺夫单位，不过该处山谷变深的速度比这个快上两倍，实际地形反而会变得更为陡峭。 |
| 地质学与行星科学   | 5000万—6000万                                                                                        | 加拿大洛磯山脈将以60布伯诺夫单位的速率风化为平原。美国的南落基山脉的风化速率则略为缓慢。 |
| 地质学与行星科学   | 5000万—4亿                                                                                           | 地球化石燃料储量重新自然蓄满所需花费的时间。 |
| 地质学与行星科学   | 8000万                                                                                               | 夏威夷島会是目前夏威夷群島中最后沉入海底的岛屿，随后现有的群岛位置会形成一串新的夏威夷群岛。 |
| 天文学与天体物理学 | 1亿                                                                                                  | 如不采取任何应对手段的话，地球很可能已遭小行星撞击，该小行星与6600万年前造成白垩纪—古近纪灭绝事件的那颗规模相当。 |
| 天文学与天体物理学 | 1亿                                                                                                  | 土星環会解体。 |
| 地质学与行星科学   | 1亿                                                                                                  | 克里斯多福·史考提斯的終極盤古大陸模型认为，大西洋会产生新的隐没带，美洲大陆因而会与非洲大陆慢慢聚合。 |
| 天文学与天体物理学 | 1.1亿                                                                                                | 太阳亮度增加1%。 |
| 天文学与天体物理学 | 1.8亿                                                                                                | 地球自转放缓，一日的长度会比现在多出一小时。 |
| 天文学与天体物理学 | 2.3亿                                                                                                | 受李雅普诺夫时间所限，人类已无法算出在此之后天体在轨道中的具体位置。 |
| 天文学与天体物理学 | 2.4亿                                                                                                | 以太阳系当前位置为起点，太阳系公转绕行银心一周（即一银河年）。 |
| 地质学与行星科学   | 2.5亿—3.5亿                                                                                          | 地球所有板块将融合为一塊超大陸。目前对于超大陆的形态有三种学说：阿美西亞大陸、新盤古大陸和終極盤古大陸。新大陆很可能会产生一段冰期，让全球海平面下降、氧气含量上升，繼續降低全球气温。 |
| 生物学             | ＞2.5亿                                                                                              | 超大陆提高氧气含量、气温下降提高生物演化速率。此外，火山将更加活跃，太阳亮度增加导致生存条件劣化，这一切变化会造成物种之间竞争加剧、导致生物大批灭亡，动植物可能再也不复从前那般繁盛。 |
| 地质学与行星科学   | 3亿                                                                                                  | 赤道附近的哈德里环流圈会移动到南纬、北纬约40°的位置，地表干旱区的面积将因此增加25%。 |
| 地质学与行星科学   | 3亿—6亿                                                                                              | 金星地幔温度达到最高点。在之后1亿年内，金星表面会形成大型隐没带，让地壳再循环。 |
| 地质学与行星科学   | 3.5亿                                                                                                | 保罗·菲利克斯·霍夫曼的外倾模型指出，太平洋盆地的隐没现象会停止。:20–21 |
| 地质学与行星科学   | 4亿—5亿                                                                                              | 超大陆（阿美西亞大陸、新盤古大陸和終極盤古大陸）很可能因板块漂移而再度四分五裂，很可能会像白垩纪那样全球气温升高。 |
| 天文学与天体物理学 | 5亿                                                                                                  | 地球6500光年内很可能出现伽玛射线暴或大型高能超新星爆发，这距离范围足够让射线破坏地球臭氧层，可大范围灭绝生物。地球以前可能也经历过类似的近距离宇宙线辐射事件，大量生物灭绝。不过，超新星要恰好对准地球的方向才会产生这样的效果。 |
| 地质学与行星科学   | 5亿—6亿                                                                                              | 太阳日趋明亮的阳光会增加对表面岩石的風化作用，干扰碳酸盐硅酸盐循环。地球表面的岩石能够吸收二氧化碳并将其以碳酸盐的形式固定下来。随着水分的挥发，地表岩石也会变硬，板块运动变慢，火山活跃度降低。没有火山将地壳中存贮的碳重新释放入大气层的话，二氧化碳含量会逐步降低。二氧化碳含量低到C3光合作用无法维持下去的时候，所有依靠C3光合作用的植物（约占如今99%的植物物种）会尽数死亡。C3类植物的灭亡将是长时间缓慢的过程，而不是短时间集中爆发，可能在二氧化碳低到临界点之前这些植物就已一種種消亡。首当其冲的会是C3类草本植物，随后是落叶森林、常绿阔叶林，最后是常绿松柏。 |
| 生物学             | 5亿—8亿                                                                                              | 地球气温迅速升高、二氧化碳含量迅速下降，植物会演化出其他生存方式，比如光合作用中降低对二氧化碳的需求、转为肉食性植物、更加适应干燥的生存条件、与真菌共生来取得养分等。这些新的生存方式会在湿润温室气候伊始之时逐渐出现。大部分植物的死亡会造成大气层中氧气含量下降，致使地表紫外线辐射增加、对DNA的毁坏加剧。升高的气温会让大气层中的化学反应加快，进一步降低氧含量。能飞的动物能长距离飞行到温度较低的区域，会有极大的竞争优势。许多动物会向两极、地下迁移。这些动物会在极夜时期出行，极昼时期夏眠来避暑。大部分地表将会变成贫瘠、干旱的沙漠，动植物将主要在海洋中生存。 |
| 天文学与天体物理学 | 6亿                                                                                                  | 潮汐加速让月球渐行渐远，地球上再也看不到日全食。 |
| 生物学             | 8亿—9亿                                                                                              | 二氧化碳含量持续降低，C4类植物无法再光合作用。没有了植物，大气层中消耗的氧气不能恢复，自由氧气和臭氧层会消失，高强度致命紫外线辐射到地球表面。彼得·D·沃德和唐纳德·E·布朗利认为有的动物可在海洋中幸存下来。不过，所有多细胞生物最终都将走向灭亡。植物从地球上消失后，动物顶多能再维持1亿年，最后一批灭亡的动物将是无需依靠植物生存的动物（如白蟻），以及靠近海底熱泉的蠕虫或巨型管虫属动物。 |
| 地质学与行星科学   | 10亿                                                                                                 | 地球海洋27%的质量已隐没入地幔。如果过程持续下去的话会达到平衡点，最终现今65%的地表水会尽数没入地幔。 |
| 地质学与行星科学   | 11亿                                                                                                 | 太阳比现在亮10%，地球温度升高至320 K（47 °C）。地球大气层会形成“湿气温室”，海洋蒸发速度失控。哪怕地球板块此时仍在漂移，海水的极速蒸发也将导致板块完全停止运动。:95两极处可能还会有零星水洼，简单的生命形式仍能继续在此生存下去。:79 |
| 生物学             | 12亿                                                                                                 | 地球上植物能存续的最长时间。此处假设二氧化碳含量极低的情况下植物仍有办法光合作用。这一前提下，没有动物能耐受得住这样的高温，动物生命将尽数灭亡。 |
| 生物学             | 13亿                                                                                                 | 没有了二氧化碳，真核生物将全部灭绝，地球上只剩下原核生物。 |
| 天文学与天体物理学 | 15亿—16亿                                                                                            | 高强度的阳光导致太阳系宜居带外移。火星大气的二氧化碳量增加，表面温度升高至地球大冰期时代的温度。 |
| 天文学与天体物理学 | 15亿—45亿                                                                                            | 地月距离增加，月球引力难以让地球轉軸傾角继续保持稳定，地球真极漂移变化无常，地表气候将大幅改变。 |
| 生物学             | 16亿                                                                                                 | 据估算原核生物全部灭绝所需要的最短时间。 |
| 天文学与天体物理学 | ＜20亿                                                                                               | 仙女座星系与银河系首次碰撞。 |
| 地质学与行星科学   | 20亿                                                                                                 | 大气气压在氮循环影响下降低。对流层顶的冷空气将无法再将水汽困在地球表面附近，对流层的水汽会散逸到平流层以上的高度。 |
| 地质学与行星科学   | 23亿                                                                                                 | 假设內地核维持当前每年1毫米的增长速率，地球的外地核将完全冻住。没有了液态外核，地磁场会消失，太阳风会逐渐毁灭缺少磁场保护的地表资源。 |
| 天文学与天体物理学 | 25.5亿                                                                                               | 太阳表面温度达到峰值──5820 K，往后会日益冷却，但亮度仍会持续增加。 |
| 地质学与行星科学   | 28亿                                                                                                 | 地球表面（包括极地）温度达到420 K（147 °C）。 |
| 生物学             | 28亿                                                                                                 | 地球上仅剩的单细胞生物也将灭绝。灭绝前夕，这些生物在地球上各种相互隔绝的微环境（如高纬度湖泊、洞穴）中生存。 |
| 天文学与天体物理学 | 约30亿                                                                                               | 地球有10万分之一几率会在此之前由经过的天体抛射入星际空间、成为星际行星，有300万分之一几率会由另一颗恒星俘获。如果地球到时还有生命在星际旅行中存活下来的话，这些生命将能继续繁衍下去。 |
| 天文学与天体物理学 | 33亿                                                                                                 | 受木星引力影响，水星有1%几率会因轨道高离心率撞向金星，让内太阳系陷入混乱。水星还可能会撞向太阳、撞向地球或是直接飞离太阳系。 |
| 地质学与行星科学   | 35亿—45亿                                                                                            | 海洋中所有的水都将在此之前蒸发殆尽。空气中大量水蒸气造成的温室效应，加之太阳比现在亮35—40%，会导致地球表面温度升高至1,400 K（1,130 °C；2,060 °F），足以融化部分地表岩石。:95 |
| 天文学与天体物理学 | 36亿                                                                                                 | 海卫一将落入海王星的洛希極限范围内，或将解体变为像土星環那样的行星环。 |
| 地质学与行星科学   | 45亿                                                                                                 | 火星的日光通量与地球形成之初（距今45亿年前）的日光通量相当。 |
| 天文学与天体物理学 | ＜50亿                                                                                               | 仙女座星系与银河系完全合为一体，太阳系有可能在融合过程中弹离到星系际空间，不过太阳系各行星在此过程中不受影响。 |
| 天文学与天体物理学 | 54亿                                                                                                 | 太阳耗尽自己核心的氢，从主序星向紅巨星逐渐演化。 |
| 地质学与行星科学   | 65亿                                                                                                 | 火星表面的日光通量达到现在地球表面的日光通量。此后，火星将经历与上述地球类似的命运。 |
| 天文学与天体物理学 | 66亿                                                                                                 | 太阳经历氦闪，短时间核心比银河系所有恒星加在一起还要亮。 |
| 天文学与天体物理学 | 75亿                                                                                                 | 日渐膨胀的次巨星太阳可能會潮汐锁定地球与火星。 |
| 天文学与天体物理学 | 75.9亿±0.5亿                                                                                         | 膨胀的太阳（可能）会吞噬水星、金星、地球。水星首当其冲被吞没；280万年后轮到金星；再100万年后可能继而吞没地球。在吞没前，受太阳光球层影响，月球将落入地球的洛希極限并裂成碎片，大部分会落到地球表面。 在这段时间内，土卫六表面温度将升高到适宜生命存在的温度。 |
| 天文学与天体物理学 | 79亿                                                                                                 | 太阳在赫羅圖中的位置达到红巨星分支的尾端，其半径是今天的256倍。 |
| 天文学与天体物理学 | 80亿                                                                                                 | 太阳成为碳氧白矮星，质量是今天的54.05%。:16 |
| 天文学与天体物理学 | 220亿                                                                                                | 大撕裂宇宙模型预测的宇宙终结时刻，此处假设暗能量模型的w＝−1.5。如果暗能量密度小于−1，宇宙会继续加速膨胀，可觀測宇宙也将越来越小。大撕裂发生的2亿年前，本星系群和玉夫座星系群等星系群会毁灭。大撕裂发生的6000万年前，所有的星系都会从外缘开始逐步解体，4000万年后完全消散。距离大撕裂剩3个月时，万有引力已不足以维持恒星系运转，各行星将在高速膨胀的宇宙中四散。大撕裂前30分钟，行星、恒星、小行星乃至中子星和黑洞都将蒸发为原子。大撕裂前100介秒（10−19秒），原子也将分裂。最终，当大撕裂达到普朗克级时，作为时空基础的宇宙弦会解体。此时宇宙成为“撕裂奇点”。与一切物质距离无限近的“挤压奇点”相反，“撕裂奇点”中一切物质彼此间距会变得无限远。不过，钱德拉X射线天文台在观测星系团后测得w≈−0.991，意味着大撕裂不会发生。 |
| 天文学与天体物理学 | 500亿                                                                                                | 如果太阳没有吞噬地球与月球，那么此时地球与月球会互相潮汐锁定，地球将永远只有一面对着月球。白矮星太阳的潮汐力会消磨地月系统中的角动量，月球公转轨道缩小、地球越转越快。 |
| 天文学与天体物理学 | 650亿                                                                                                | 若红巨星阶段的太阳未吞噬地月系统，月球此时会撞到地球上。 |
| 天文学与天体物理学 | 900亿—1万亿                                                                                          | 本星系群的所有星系将合并为一片巨大星系。 |
| 天文学与天体物理学 | 1000亿—1500亿                                                                                        | 宇宙膨胀，曾经银河系所在的本星系群范围以外的所有星系都退至粒子视界以外，从可观测宇宙永远消失。 |
| 天文学与天体物理学 | 1500亿                                                                                               | 宇宙微波背景降到0.3 K，这温度用目前的技术手段完全检测不到。 |
| 天文学与天体物理学 | 3250亿                                                                                               | 宇宙中一切靠重力维系的结构彼此之间都会相互隔离到自己的宇宙学视界中。至此，宇宙已比现在膨胀了超过1亿倍。 |
| 天文学与天体物理学 | 8000亿                                                                                               | 银河系与仙女座星系合并后的星系亮度减弱，因为星系中的紅矮星已经过了最亮的藍矮星阶段。 |
| 天文学与天体物理学 | 1万亿                                                                                                | 若暗能量密度维持恒定，此时宇宙的膨胀导致微波背景的波长增大到现在的1029倍，超过了粒子视界的尺度，这一大爆炸的证据已无法用任何其他手段测出。不过，通过恒星的运动还是可以测出宇宙的膨胀的。 |
| 天文学与天体物理学 | ＞1万亿                                                                                              | 残存的星際雲已不足以再形成新的恒星。 |
| 天文学与天体物理学 | 1.05万亿                                                                                             | 宇宙已膨胀超过現在的1026倍，粒子密度降到平均每片宇宙学视界范围少于一粒粒子。自此，星际间所有未受引力束缚的粒子都已相互隔绝，这些物质之间的互相碰撞也不再影响到宇宙的未来。 |
| 天文学与天体物理学 | 2万亿                                                                                                | 所有不在本星系群内的天体的红移值超过1053，就连能量最强的伽马射线波长都已经超过粒子视界大小。 |
| 天文学与天体物理学 | 4万亿                                                                                                | 红矮星比邻星从主序星变为白矮星。 |
| 天文学与天体物理学 | 10万亿                                                                                               | 假设低质量恒星（0.1太阳质量）附近最容易出现生命的话，此时宇宙中拥有大量的低质量恒星，最有可能有类似现在地球上的生命出现。 |
| 天文学与天体物理学 | 12万亿                                                                                               | 在2017年发现EBLM J0555-57Ab以前最小的主序星──红矮星VB 10燃尽内部的氢燃料，变为白矮星。 |
| 天文学与天体物理学 | 30万亿                                                                                               | 恒星（包括太阳）近距离接触另一颗恒星平均所需花费的时间。两颗恒星（或致密星）互相接近时会摄动彼此行星的运行轨道，将行星从恒星系中弹离。行星距离母星越近，母星对它的引力束缚越大，摄动造成的影响就越小。 |
| 天文学与天体物理学 | ＜100万亿                                                                                            | 星系中不会再有新的恒星形成。宇宙从恒星纪元迈向简并纪元；没有了自由氢元素来形成新的恒星，所有的恒星都将逐渐耗尽寿命并死亡。此时，宇宙已膨胀到原先的102554倍。 |
| 天文学与天体物理学 | 110万亿—120万亿                                                                                      | 宇宙中所有的恒星都已耗尽燃料（寿命最长的红矮星通常能燃烧10万亿—20万亿年上下）。 棕矮星之间相互撞击融合可以形成红矮星，但数量很少。平均下来，原来的银河系只会剩下不到100颗恒星。恒星残骸的碰撞偶尔也会造成超新星爆发。 |
| 天文学与天体物理学 | 1000万亿                                                                                             | 受临近天体摄动影响，星系中所有行星都已被弹离出原先所在的恒星系。 太阳已经冷却到5 K（−268.15 °C）。 |
| 天文学与天体物理学 | 1019—1020                                                                                            | 星系中90—99%的棕矮星和恒星残骸已被弹离。两天体相互靠近时会交换轨道能量，较轻的天体携带的能量会逐渐增加。多次接触大天体后，小型天体会获得足够动能来离开原星系。这过程会让原银河系失去绝大部分棕矮星和恒星残骸。 |
| 天文学与天体物理学 | 1020                                                                                                 | 若先前地球未被太阳吞噬、未摄动离开太阳系，此时地球的轨道能量已藉引力波形式释出，地球将会撞向太阳。 |
| 天文学与天体物理学 | 1023                                                                                                 | 星系团已弹离自身的绝大部分天体。微波背景辐射温度也已降至10-13 K。 |
| 天文学与天体物理学 | 1030                                                                                                 | 星系中剩余未弹离的物质（约占1–10%）全部落入原星系中央的超大質量黑洞。此时，由于引力波辐射的缘故，聯星已相互撞击融合，行星已遭其母星吞噬，宇宙将只剩下孤立的天体和物质（弹离的行星、恒星残骸、棕矮星、黑洞）。 |
| 粒子物理学         | 2×1036                                                                                               | 可观测宇宙中的核子全部衰变。此处假设质子半衰期取其数值下限8.2×1033年。 |
| 粒子物理学         | 3×1043                                                                                               | 可观测宇宙中的核子全部衰变。此处假设质子半衰期取其数值上限1041年、大爆炸造成了暴胀、早期宇宙造成重子数量远超反重子的机制也导致了质子衰变。自此，宇宙进入“黑洞纪元”，黑洞会是宇宙中唯一的天体。 |
| 粒子物理学         | 1065                                                                                                 | 若质子不会衰变，宇宙中的“刚体”（四散漂浮的岩石、行星等）的原子和分子会因量子隧穿效应重新排列。这时，任何独立的物质团都会有液体一样的性状，在扩散、引力作用下变为光滑的球体。 |
| 粒子物理学         | 2×1066                                                                                               | 1太阳质量的黑洞此时已因霍金輻射蒸发为次原子粒子。 |
| 粒子物理学         | 8×1086                                                                                               | 440万太阳质量的银心黑洞人马座A*此时已因霍金輻射蒸发，假设其不再吸入新的物质，或是与仙女座星系的黑洞合并。 |
| 粒子物理学         | 6×1099                                                                                               | 截至2021年人类发现质量最大的黑洞──质量达到660亿太阳质量的TON 618通过霍金辐射蒸发，此处假设TON 618不会旋转（零角动量）。 |
| 粒子物理学         | 1.67×10109                                                                                           | 在吞噬超星系团中的物质后，100万亿太阳质量的超大黑洞也因霍金辐射蒸发殆尽，标志着黑洞纪元的结束。此时，若质子会衰变，则宇宙会进入“黑暗纪元”，所有的物质都将变为亚原子粒子，慢慢进入宇宙热寂时的最终能量状态。 |
| 粒子物理学         | 10139                                                                                                | 宇宙标准模型中，假真空开始坍缩。顶夸克的质量不确定，此估值的95%置信区间在1058到10549年之间。 |
| 粒子物理学         | ＜10200                                                                                              | 哪怕核子没有因此前的一系列现象衰变的话，此时核子也会因当代物理学预测的各种不同机制在1046至10200年内衰变。这些机制有：高阶重子数不守恒过程、虚黑洞、sphaleron等。 |
| 粒子物理学         | 101100-32000                                                                                         | 若质子不会衰变，此时大于等于1.2太阳质量的黑矮星的电子丰度下降、錢德拉塞卡極限减小，因硅-镍-铁聚变而开始超新星爆发。 |
| 粒子物理学         | 101500                                                                                               | 若质子不会衰变，大天体中所有的重子物质要么经历Μ子催化聚变，要么衰变，最终这些天体全部变为铁-56构成的铁星。 |
| 粒子物理学         | {\displaystyle 10^{10^{26}}}                                                                         | 所有铁星此时都将通过量子隧穿效应变为黑洞，此处假设质子不会衰变、宇宙中不会产生虚黑洞。 |
| 粒子物理学         | {\displaystyle 10^{10^{50}}}                                                                         | 玻尔兹曼大脑通过自发熵减在真空中产生。 |
| 粒子物理学         | ＜{\displaystyle 10^{10^{76}}}                                                                       | 所有铁星都已坍缩成黑洞，假设质子不会衰变、虚黑洞不会产生。这些铁星随即蒸发为亚原子粒子，标志着此假设条件下，黑洞纪元的结束与黑暗纪元的开始。 |
| 粒子物理学         | ＜{\displaystyle 10^{10^{120}}}                                                                      | 算上假真空的影响，宇宙将进入其最终能量状态──热寂。 |
| 粒子物理学         | {\displaystyle 10^{10^{10^{56}}}}                                                                    | 量子效应会产生新一轮大爆炸，从中诞生出新的宇宙。量子隧穿效应可在旧宇宙中任何孤立的空间造成局部的暴胀，导致大爆炸。 可观测宇宙中所有亚原子粒子总共有{\displaystyle 10^{10^{115}}}种方式结合在一起，不过这一数字与{\displaystyle 10^{10^{10^{56}}}}相乘后对数量级的影响微乎其微，因此{\displaystyle 10^{10^{10^{56}}}}也是通过量子隧穿与量子涨落形成与旧宇宙完全相同的新宇宙所需要的时间。新宇宙的弦理論地景也将与旧宇宙相同。 |
| 粒子物理学         | {\displaystyle {10}^{{10}^{{10}^{{10}^{{10}^{1.1}}}}}\approx {10}^{{10}^{{10}^{3,883,775,501,690}}}} | 假設由俄裔美國理論物理學家安德烈·林德提出的混沌暴脹理論的混沌暴脹模型是有一個質量為10−6普朗克質量的暴脹子，那麼一個有黑洞的假想盒子的量子狀態的估計達到龐加萊復現時間的規模，其質量估計為整個宇宙的質量，無論是否可以觀測到，都是如此。 |

## 人类文明进程
| 类别               | 距今年份   | 事件 |
| ------------------ | ---------- | --- |
| 人类文明与科学技术 | 1万        | 法蘭克·德雷克提出的德雷克公式中，有与外太空通信能力的技术文明最有可能的存续时间。 布兰登·卡特在其末日论证中的公式指出，人类有95%的几率会灭绝。卡特认为，地球上过去、现在、未来所有人类中有一半都已出生。 |
| 生物学             | 1万        | 全球化导致人类交配不再受到地域限制，有效种群大小将等于全球人口数量，各地人类基因趋于等同。 |
| 人类文明与科学技术 | 2万        | 莫里斯·斯瓦迪士的语言年代学模型指出，未来人类语言的“核心词汇”与现代语言的核心词汇只剩1%重合。 |
| 地质学与行星科学   | 10万       | 将火星改造成地球所需要的最短时间。这里要求改造后的火星有富氧大气可供人类呼吸，这些氧气将全部由植物提供，植物的光合作用效率应与现有的地球植物相当。                                                       |
| 人类文明与科学技术 | 10万—100万 | 人类殖民银河系，利用整片星系生产能源（成为III型文明）。 |
| 生物学             | 200万      | 分隔两地的同一脊椎动物物种在经历这样长的时间后会各自形成新的物种。如果人类殖民到银河系各地的话，此时人类将因空间上的分隔而演化出新的种群。                                                               |
| 人类文明与科学技术 | 780万      | 约翰·理查德·戈特在其末日论证中称，人类有95%的几率在此之前灭绝。 |
| 人类文明与科学技术 | 1亿        | 法兰克·德雷克提出的德雷克公式中，有与外太空通信能力的技术文明寿命的上限。 |

## 航天器与宇宙探索
目前人类发射的航天器中，计划飞出太阳系、驶向星际空间的共有五枚，分别是：旅行者1号、旅行者2号、先驱者10号、先驱者11号和新视野号。这些航天器与其他天体相撞的几率十分渺小，极可能会一直飞行下去。
| 类别               | 距今年份 | 事件 |
| ------------------ | -------- | --- |
| 天文学与天体物理学 | 1.69万   | 旅行者1号掠经距离比邻星3.5光年的位置。                                                                                                  |
| 天文学与天体物理学 | 1.85万   | 先驱者11号掠经距离南门二3.4光年的位置。                                                                                                 |
| 天文学与天体物理学 | 2.03万   | 旅行者2号掠经距离南门二2.9光年的位置。                                                                                                  |
| 天文学与天体物理学 | 2.5万    | 1974年11月16日发出的无线电数据抵达其目的地──球狀星團M13。信号抵达时，M13星团已位移24光年。不过星团直径168光年，所以阿雷西博信息仍可顺利抵达目的地。 |
| 天文学与天体物理学 | 3.38万   | 先驱者10号掠经距离罗斯248 3.4光年的位置。                                                                                               |
| 天文学与天体物理学 | 3.44万   | 先驱者10号掠经距离南门二3.4光年的位置。                                                                                                 |
| 天文学与天体物理学 | 4.22万   | 旅行者2号掠经距离罗斯248 1.7光年的位置。                                                                                                |
| 天文学与天体物理学 | 4.41万   | 旅行者1号掠经距离格利泽445 1.8光年的位置。                                                                                              |
| 天文学与天体物理学 | 4.66万   | 先驱者11号掠经距离格利泽445 1.9光年的位置。                                                                                             |
| 天文学与天体物理学 | 9.03万   | 先驱者10号掠经距离HIP 117795 0.76光年的位置。                                                                                           |
| 天文学与天体物理学 | 30.61万  | 旅行者1号掠经距离TYC 3135-52-1 1光年的位置。                                                                                            |
| 天文学与天体物理学 | 49.23万  | 旅行者1号掠经距离HD 28343 1.3光年的位置。                                                                                               |
| 天文学与天体物理学 | 120万    | 先驱者11号掠经距离天弁二3光年的位置。                                                                                                   |
| 天文学与天体物理学 | 130万    | 先驱者10号掠经距离HD 52456 1.5光年的位置。                                                                                              |
| 天文学与天体物理学 | 200万    | 先驱者10号掠经毕宿五附近。 |
| 天文学与天体物理学 | 400万    | 先驱者11号掠经天鷹座。 |
| 天文学与天体物理学 | 800万    | 两张受星际尘埃侵蚀，其雕刻图案已无法再辨认。 LAGEOS卫星重返大气层，携带有给未来文明的信息，以及人类对这段时期地图形状的预测。           |
| 天文学与天体物理学 | 10亿     | 两张旅行者金唱片的预期使用寿命。此后，唱片上的信息将无法用技术手段恢复。                                                                |
| 天文学与天体物理学 | 1020     | 先驱者、旅行者航天器撞上恒星（或恒星残骸）所需的时间尺度。                                                                              |

## 人类遗迹
| 类别               | 日期／距今年份    | 事件 |
| ------------------ | ----------------- | --- |
| 人类文明与科学技术 | 2000              | 北极世界档案馆中的数字胶片在理想保存条件下的最长使用寿命。档案馆存放了一些历史资料，以及GitHub的开源项目代码。                                         |
| 人类文明与科学技术 | 公元6939年        | 1939年和1964年埋下的两艘西屋时间舱计划开启时间。 |
| 人类文明与科学技术 | 公元6970年        | 1970年世界博覽會埋在大阪城一座纪念碑底下的时间胶囊计划开启时间。                                                                                       |
| 人类文明与科学技术 | 公元8113年5月28日 | 第二次世界大战停火前在亚特兰大封存的时间胶囊──“文明窖藏”的计划开启时间。                                                                               |
| 人类文明与科学技术 | 1万               | 恒今基金会发起的数项計劃的时长。这些计划有：万年钟、罗塞塔项目和计划。                                                                                 |
| 生物学             | 1万               | 挪威斯瓦尔巴全球种子库的计划运行时长。 |
| 人类文明与科学技术 | 100万             | 位于哈尔施塔特盐矿的计划──Memory of Mankind的储存时长，计划可将用户想要流传后世的信息刻在炻板上。                                                      |
| 地质学与行星科学   | 100万             | 人类当前居住环境中的玻璃分解需要的时间。 受日积月累侵蚀，尼尔·阿姆斯特朗在月球表面静海基地踏出的“个人一小步”与阿波罗计划其他宇航员的足迹均已荡然无存。 |
| 地质学与行星科学   | 1亿               | 考古学家发掘了遗留的大型沿海城市的地下设施（如建筑基础和），它們已变成“化石”，而且形成了“城市地层”。                                                   |

## 科学技术
| 类别               | 日期／距今年份         | 事件 |
| ------------------ | ---------------------- | --- |
| 人类文明与科学技术 | 公元9999年12月31日     | 数据库管理系统MySQL的系统时间上限。 编程语言C♯的系统时间上限。                                                 |
| 人类文明与科学技术 | 公元30001年1月1日      | iOS与macOS操作系统，以及编程语言Objective-C的系统时间上限。                                                    |
| 人类文明与科学技术 | 公元30828年9月14日     | 64位Windows操作系统的系统时间会数字溢出。                                                                      |
| 人类文明与科学技术 | 公元275760年9月13日    | 编程语言JavaScript的系统时间上限。                                                                             |
| 人类文明与科学技术 | 公元292278994年8月17日 | 编程语言Java的系统时间会数字溢出。                                                                             |
| 人类文明与科学技术 | 10亿                   | “纳米梭存储设备”的存储年限。该项技术可让铁纳米粒子在碳纳米管中移动，这些粒子可起到分子开关之用。               |
| 天文学与天体物理学 | 10亿                   | 因太阳日趋明亮造成宜居带外移，利用小行星重力助推改变地球轨道、将地球推离太阳的天文工程所需花费的时间。         |
| 人类文明与科学技术 | 公元292277026596年     | 64位UNIX操作系统的系统时间会数字溢出。                                                                         |
| 人类文明与科学技术 | 3×1019至3×1021         | 环境温度303 K（30 °C）时，“5D光数据存储”的存储年限。5D光数据存储使用飞秒级激光，可将数据写入玻璃的纳米结构中。 |

## 核能源
| 类别             | 距今年份 | 事件 |
| ---------------- | -------- | --- |
| 粒子物理学       | 1万      | 废物隔离示范工厂中，核废料的计划贮存时间。地表安装了若干永久标识，用多门语言（联合国六大正式语文和）和象形符号写成，防止有人误入。 |
| 粒子物理学       | 2.4万    | 1986年切尔诺贝利核事故污染的土地──切尔诺贝利隔离区的辐射度恢复正常。                                                               |
| 地质学与行星科学 | 3万      | 用2009年的世界能源消耗量推算，此时裂变增殖反应堆燃料的已探明储量会耗尽。                                                           |
| 地质学与行星科学 | 6万      | 用2009年的世界能源消耗量推算，此时裂变轻水反应堆燃料会耗尽。此处假设人类能够提取海洋中全部铀元素用作燃料。                         |
| 粒子物理学       | 21.1万   | 锝-99的半衰期。锝-99是铀的长寿命裂变产物之一。                                                                                     |
| 粒子物理学       | ＞25万   | 废物隔离示范工厂贮藏的钚的核辐射对人类不再有害。                                                                                   |
| 粒子物理学       | 1570万   | 碘-129的半衰期。碘-129是铀裂变产物中半衰期最长的。                                                                                 |
| 地质学与行星科学 | 6000万   | 用1995年的世界能源消耗量推算，此时核聚变能源储量会耗尽。此处假设人类能够提取海洋中全部锂元素用作燃料。                             |
| 地质学与行星科学 | 50亿     | 用1983年的世界能源消耗量推算，此时裂变增殖反应堆燃料会耗尽。此处假设人类能够提取海洋中全部铀元素用作燃料。                         |
| 地质学与行星科学 | 1500亿   | 用1995年的世界能源消耗量推算，此时核聚变能源储量会耗尽。此处假设人类能够提取海洋中全部氘用作燃料。                                 |

## 注解
1. 1 2 3 4 5 6 7 8 9 10 11 12 13  此时间为统计学概率估算出的发生时间。实际上，该事件在任意时间点均可能发生。
2. ↑  基于一个太阳质量、用加权最小二乘法估算的结果。
3. 1 2 3 4 5 6  虽然此处单位用的是“年”，但实际在这样的时间尺度中，时间的单位已经不重要了。
4. ↑  编程语言的系统时间上限取决于其运行的操作系统。
5. ↑  苹果开发者文档并没有清晰地说明CFAbsoluteTime/CFTimeInterval的精度和范围，只有在CFRunLoopTimerCreate方法中说明“精度最多在毫秒级”。不过可以互换的类型NSTimeInterval （页面存档备份，存于）则列出了具体的精度和范围。
6. ↑  Java的系统时间Date可取64位整数，从1970年1月1日0时算起，在1毫秒的精度下可求得此值。